# Ardino
Ardino (în bulgară Ардино) este un oraș în Obștina Ardino, Regiunea Kârgeali, Bulgaria.

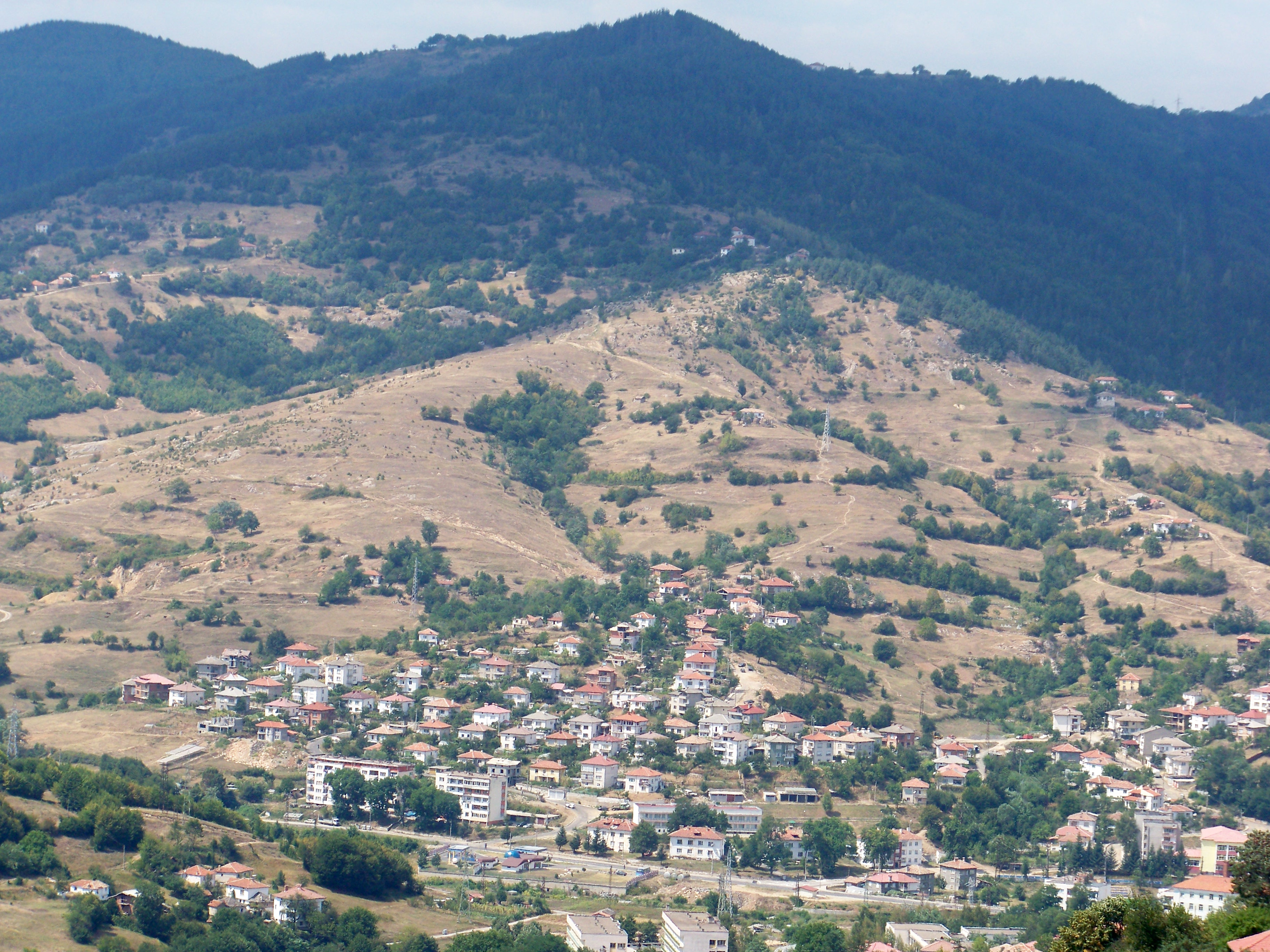
Ardino

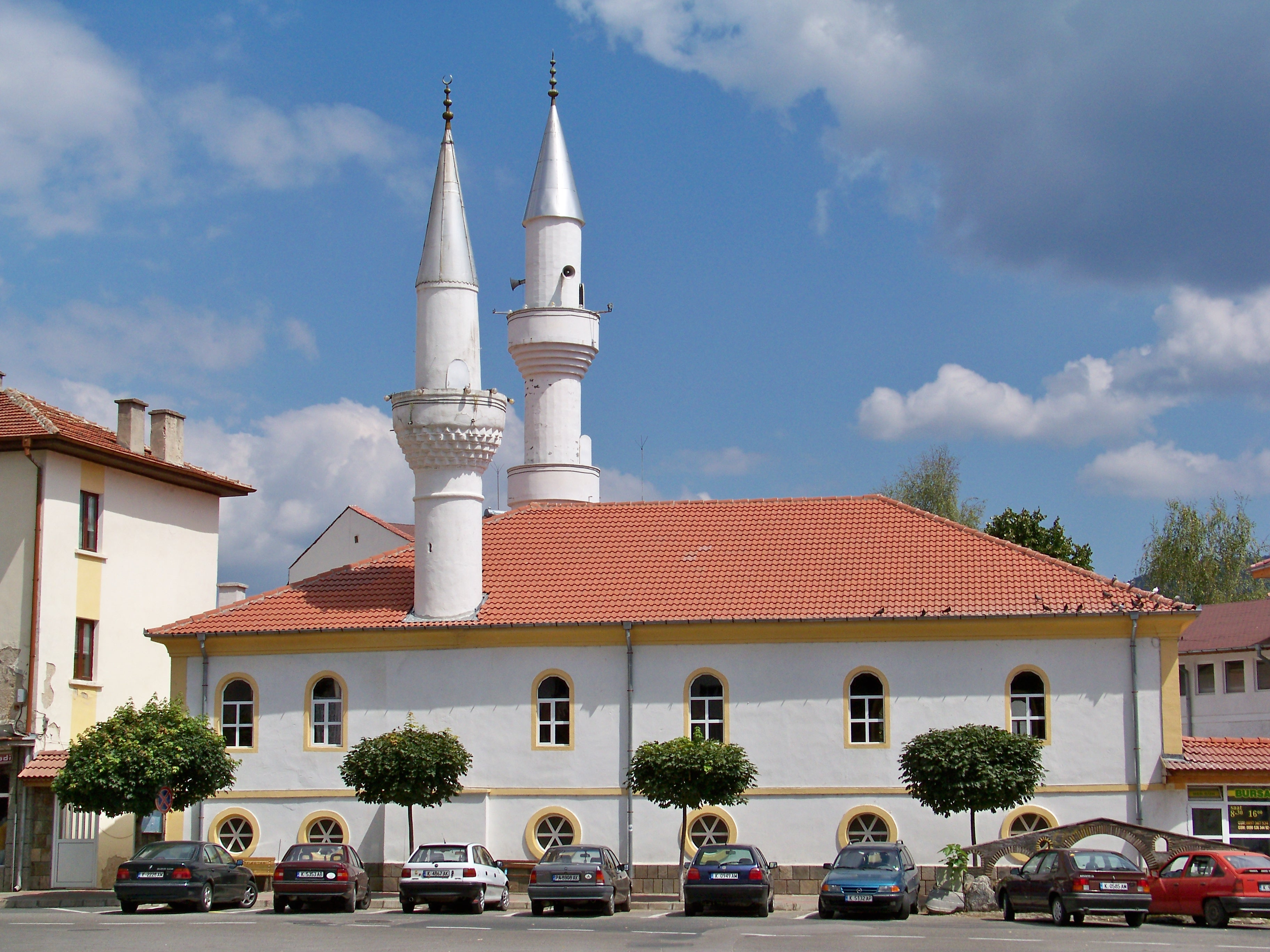
Ardino

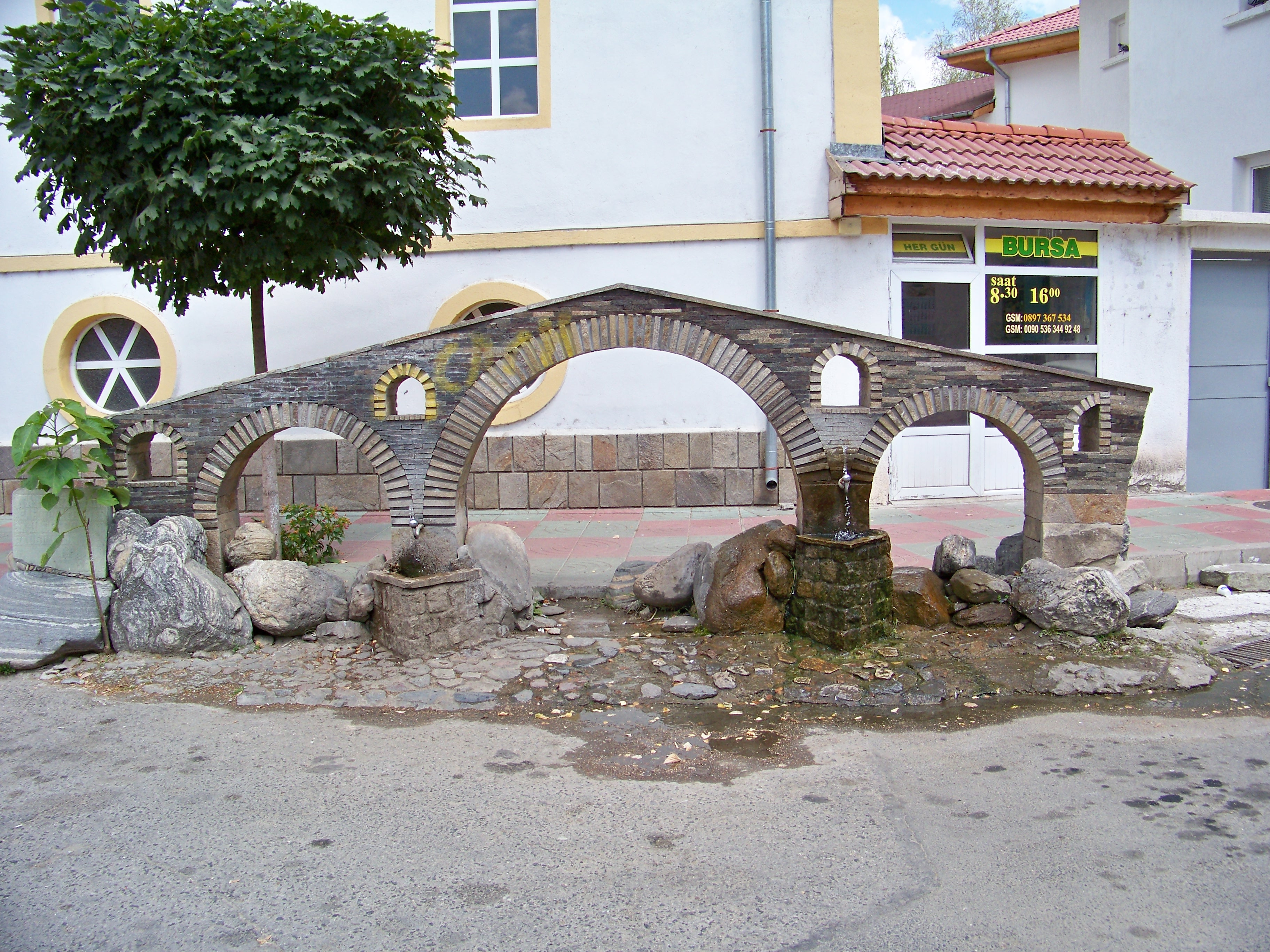
Ardino

## Demografie
Componența etnică a orașului Ardino
     Bulgari (21,92%)
     Nicio identificare (28,25%)
     Turci (49,21%)
     Romi (0%)
     Altele (0,6%)
La recensământul din 2011, populația orașului Ardino era de 3.493 locuitori. Nu există o etnie majoritară, locuitorii fiind turci (49,21%) și bulgari (21,92%).. Pentru 28,25% din locuitori nu este cunoscută apartenența etnică.